# 濱島敦俊
濱島 敦俊（はましま あつとし、1937年-）は、日本の歴史学者、東洋史学者。文学博士（東京大学）、学術博士（国立民族学博物館）。大阪大学名誉教授。専門は宋代から清代までの中国社会経済史で、また中国でフィールドワークをおこない未解明の民間信仰も研究した。
鹿児島県喜入村瀬々串（現・鹿児島市喜入瀬々串町）出身。鹿児島県立甲南高等学校を経て、1962年に東京大学文学部を卒業し、同大学院に進む。1965年に東京大学東洋文化研究所助手となり、高知大学文理学部助教授と北海道大学文学部助教授を経て、中国社会科学院近代史研究所客員研究員。1985年、大阪大学文学部助教授（東洋史学）となり、1987年に教授へ昇任して2001年まで務めた。2001年から2015年まで台湾の国立曁南国際大学歴史学系教授。
著書に『明代江南農村社会の研究』（東京大学出版会、1982年）、『総管信仰　近世江南農村社会と民間信仰』（研文出版、2001年）、『世界史への問い 2　生活の技術　生産の技術』（共著、岩波書店、1990年）、監訳書に『図説 台湾の歴史』（周婉窈 著、平凡社、2007年）がある。